# 나지바옙스크

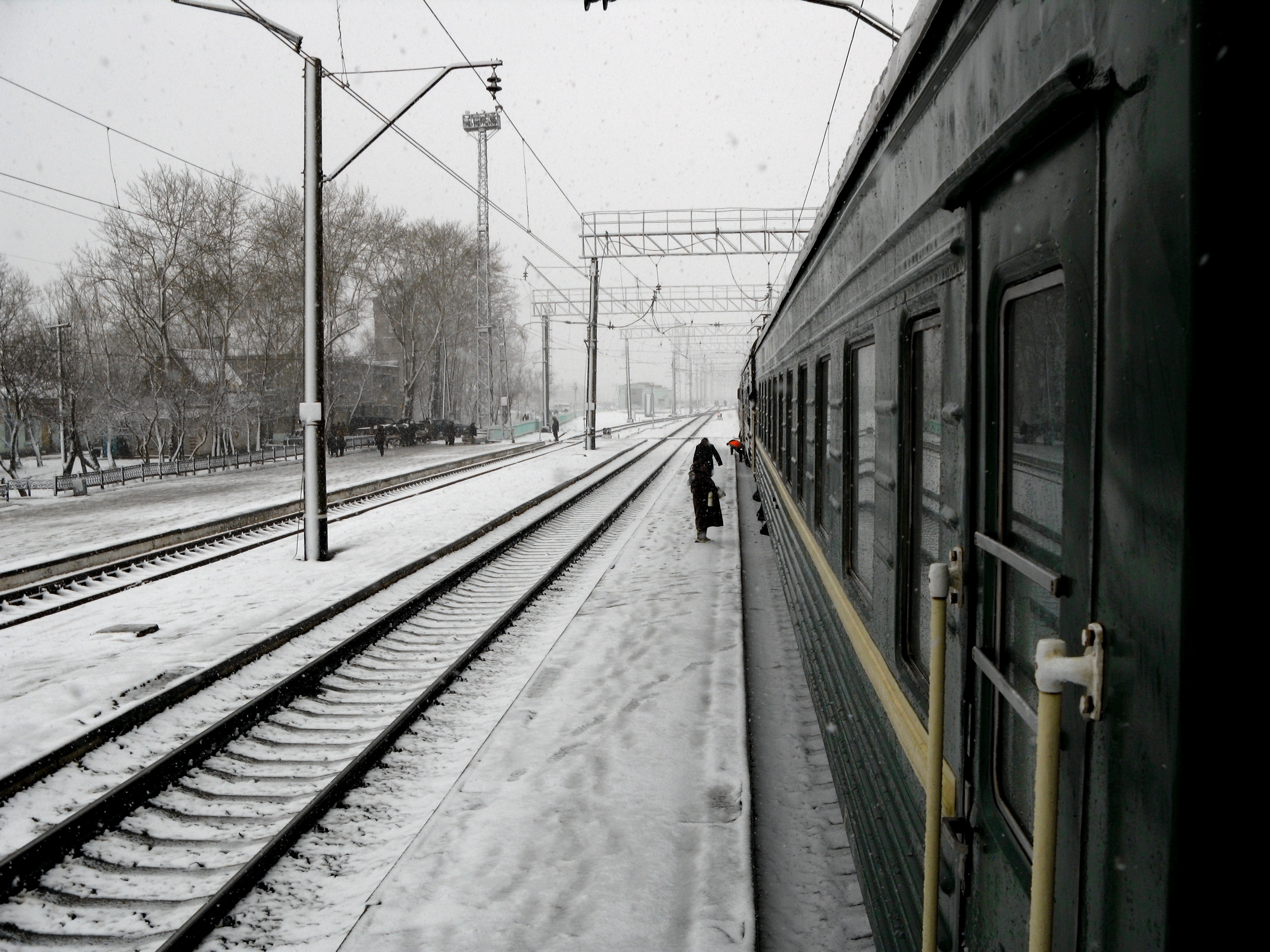

나지바옙스크(러시아어: Называ́евск)는 옴스크 주에 있는 도시 이름이다. 옴스크에서 서쪽으로 120km 정도 떨어진 곳에 위치해 있고 인구는 13,000명이다(2003년). 이곳은 서시베리아와 스베르들로프스크 철도와 연결되어 있기도 한다.